# Jack Carlin
Jack Carlin (født 23. april 1997) er en britisk cykelrytter.
Han repræsenterede Storbritannien ved sommer-OL 2020 i Tokyo, hvor han tog sølv i holdsprinten og bronze i spurten.